# Ministeris federals dels Estats Units

El Gran Segell dels Estats Units.

Els departaments executius federals dels Estats Units són les unitats primàries del poder executiu del govern federal dels Estats Units. Els Departaments d'Estat, de Guerra i del Tresor van ser creats el 1789.
Els departaments executius federals són anàlegs als ministeris dels sistemes parlamentaris o semipresidencialistes però, com que els Estats Units tenen un sistema presidencialista, els caps de departament són equivalents als ministres, tot i que no formen un govern (en un sentit parlamentaris) car no són dirigits per un cap de govern separat del cap d'estat. Els caps dels departaments executius federals, coneguts com a Secretaris del seu departament respectiu, formen el tradicional Gabinet, un orgue executiu que serveix a disposició del President i actua com un cos conseller a la presidència.
Des de 1792, per especificació estatutària, el gabinet constitueix una línia de successió presidencial, després del Portaveu de la Cambra de Representants i del  President pro tempore del Senat, en cas que els càrrecs de President i de Vicepresident quedessin vacants.

## Departaments executius en l'actualitat
Tots els departament apareixen amb el seu nom actual, i només apareixen els departaments amb status de nivell de gabinet. La línia de successió inclou el Vicepresident (1), el Portaveu de la Cambra de Representants (2) i el  President pro tempore del Senat (3).
| Escut                                                                 | Departament                        | Creació                            | Secretari                          | Orde de successió                  | Notes | Pressupost pel 2009 en bilions de dòlars | Treballadors |
| --------------------------------------------------------------------- | ---------------------------------- | ---------------------------------- | ---------------------------------- | ---------------------------------- | --- | ---------------------------------------- | ------------ |
| Seal of the United States Department of State                         | Estat                              | 1789                               | John Kerry                         | 4                                  | inicialment anomenat "Department d'Afers Exteriors". | 16.39                                    | 18.900       |
| Seal of the United States Department of the Treasury                  | Tresor                             | 1789                               | Timothy Geithner                   | 5                                  | | 19.56                                    | 115.897      |
| Seal of the United States Department of Defense                       | Defensa                            | 1947                               | Leon Panetta                       | 6                                  | Inicialment anomenat "Establiment Militar Nacional" entre 1947 i 1949. Va ser creat com una fusió dels Departaments de la Força Aèria, (separada de l'Exèrcit al 1947), Exèrcit (també anomenat "Departament de la Guerra", creat al 1789) i de la Marina, fundat el 1798). | 651.16                                   | 3.000.000    |
| Seal of the United States Department of Justice                       | Justícia                           | 1870                               | Eric Holder                        | 7                                  | El càrrec de Fiscal General va ser creat al 1789, però no va tenir departament fins al 1870. | 46.20                                    | 112.557      |
| Seal of the United States Department of the Interior                  | Interior                           | 1849                               | Ken Salazar                        | 8                                  | | 90.00                                    | 71.436       |
| Seal of the United States Department of Agriculture                   | Agricultura                        | 1862                               | Thomas J. Vilsack                  | 9                                  | | 134.12                                   | 109.832      |
| Seal of the United States Department of Commerce                      | Comerç                             | 1903                               | Rebecca M. Blank                   | 10                                 | Originàriament era el Comerç i Treball; però Treball se separà posteriorment. | 15.77                                    | 43.880       |
| Seal of the United States Department of Labor                         | Treball                            | 1913                               | Hilda Solis                        | 11                                 | | 137.97                                   | 17.347       |
| Seal of the United States Department of Health and Human Services     | Salut i Serveis Humans             | 1953                               | Kathleen Sebelius                  | 12                                 | Originàriament anomenat Salut, Educació i Benestar; Educació va ser posteriorment separat | 879.20                                   | 67,000       |
| Seal of the United States Department of Housing and Urban Development | Habitatge i Desenvolupament Humà   | 1965                               | Shaun Donovan                      | 13                                 | | 40.53                                    | 10,600       |
| Seal of the United States Department of Transportation                | Transport                          | 1966                               | Ray LaHood                         | 14                                 | | 73.20                                    | 58,622       |
| Seal of the United States Department of Energy                        | Energia                            | 1977                               | Steven Chu                         | 15                                 | | 24.10                                    | 109,094      |
| Seal of the United States Department of Education                     | Educació                           | 1980                               | Arne Duncan                        | 16                                 | | 45.40                                    | 4,487        |
| Seal of the United States Department of Veterans Affairs              | Afers dels Veterans                | 1989                               | Eric Shinseki                      | 17                                 | Anterior una agència independent com l'Administració de Veterans | 97.70                                    | 235,000      |
| Seal of the United States Department of Homeland Security             | Seguretat Nacional                 | 2002                               | Janet Napolitano                   | 18                                 | | 40.00                                    | 208,000      |
| Pressupostos totals, treballadors:                                    | Pressupostos totals, treballadors: | Pressupostos totals, treballadors: | Pressupostos totals, treballadors: | Pressupostos totals, treballadors: | Pressupostos totals, treballadors: | $2,311.30B                               | 4,193,144    |

## Departaments derogats
| Escut                                   | Departament                              | Dates d'operació | Notes |
| --------------------------------------- | ---------------------------------------- | ---------------- | --- |
| Exèrcit americà                         | Departament de la Guerra                 | 1789–1947        | Redenominat Departament de l'Exèrcit al 1947 |
| Departament Postal                      | Departament Postal                       | 1792–1971        | Reorganitzat com una agència quasi-independent, el Servei Postal dels Estats Units |
|                                         | Departament de Comerç i Treball          | 1903–1913        | Dividit entre el Departament de Comerç i el Departament de Treball |
| Exèrcit americà                         | Departament de l'Exèrcit                 | 1947–1949        | Entre 1949, aquests 3 departaments eren departaments executius, tot i que sense secretaris a nivell de gabinet, que informaven al Secretari de Defensa, amb rang de gabinet però sense departament. Des de 1949, aquests 3 "Departaments Militars" s'englobaren al Departament de Defensa |
| Marina dels Estats Units d'Amèrica      | Departament de la Marina                 | 1798–1949        | Entre 1949, aquests 3 departaments eren departaments executius, tot i que sense secretaris a nivell de gabinet, que informaven al Secretari de Defensa, amb rang de gabinet però sense departament. Des de 1949, aquests 3 "Departaments Militars" s'englobaren al Departament de Defensa |
| Força aèria dels Estats Units d'Amèrica | Departament de la Força Aèria            | 1947–1949        | Entre 1949, aquests 3 departaments eren departaments executius, tot i que sense secretaris a nivell de gabinet, que informaven al Secretari de Defensa, amb rang de gabinet però sense departament. Des de 1949, aquests 3 "Departaments Militars" s'englobaren al Departament de Defensa |
| Salut i Serveis Humans                  | Department de Salut, Educació i Benestar | 1953–1979        | Dividit entre el Departament de Salut i Serveis Humans i el departament d'Educació |